# Francisco José Ramiro
Francisco José Ramiro García (Valencia, 7 de julio de 1950) es un sacerdote católico español, profesor universitario de Bioética. Promotor y divulgador de la Bioética a través del proyecto BioeticaRed.

## Biografía
Nació en Valencia. Tras completar los dos primeros cursos de Ingeniería Industrial en la Escuela Técnica Superior de Ingenieria Industrial de Barcelona y los dos primeros cursos en la facultad de Filosofía y Letras de la Universidad de Barcelona, se doctoró en Ciencias de la Educación por el Instituto Internacional de Ciencias de la Educación (Roma,1974) y en Teología moral por la Universidad de Navarra (Pamplona, 1978). Posteriormente completó su formación académica con un máster en Bioética en la Universidad de La Laguna y la Universidad de Las Palmas de Gran Canaria (2005).
Se ordenó presbítero en Madrid (8 de agosto de 1976), incardinándose en la Prelatura del Opus Dei. Uno de sus primeros encargos pastorales fue el de párroco de la Iglesia de san Alberto Magno, en Vallecas, y director del departamento de informática de la Diócesis de Madrid.  
En Canarias fue miembro del Comité de Bioética del Gobierno de Canarias y del Comité de Ética Asistencial del Hospital Universitario de Gran Canaria Doctor Negrín. Además de Promotor y profesor del máster universitario en Bioética y Bioderecho de Canarias (Universidades de La Laguna y Las Palmas de Gran Canaria); y profesor del Instituto Superior de Teología de las Islas Canarias. Colaboró habitual del diario Canarias7.
Entre 2011 y 2014 se trasladó a vivir a Santiago de Chile donde continuó su labor docente en la Universidad Católica de Chile. Fue profesor del máster de Bioética.
En 2014 regresó a España, estableciéndose en Granada. Es profesor de la Universidad Católica de Murcia.

## Asociaciones a las que pertenece
- Asociación Canaria de Bioética (ACABI)
- Asociación Española de Bioética y Ética Médica (AEBEM)
- Asociación Española de Personalismo
- Asociación de Investigadores y Profesionales por la Vida (CiViCa)
- Asociación BioeticaRed

## Publicaciones
- Técnicas de asistencia a la reproducción humana: una valoración ética, Grafite ediciones, Bilbao, 2000, 195 pp., ISBN: 9788495042446.